# Львовский Спасо-Преображенский монастырь
Львовский Спасо-Преображенский монастырь (укр. Львівський Спасо-Преображенський монастир) — женский монастырь Львовской епархии Украинской православной церкви, расположенный во Львове на частной квартире.

## История
Монастырь основан по инициативе архиепископа Львовского и Галицкого Августина (Маркевича), став первым после Брестской унии православным монастырём на Львовщине. В качестве места для расположения монастыря было выбрано село Сопошин рядом с Жолквой. В каталогах упоминается, что в XV веке там находилась православная обитель. 17 апреля 2003 года Священного Синода УПЦ утвердил создание монастыря.
Зимой 2004 года монахини срочно покинули это место и временно расположились на территории епархиального управления. Насельницы поют на клиросе, несут послушание в храме и в свечной лавке, а также в трапезной и на кухне. Проводятся занятия в воскресной школе. Как было написано в газете «Колокол»: «Сколько порогов пришлось обить матушке настоятельнице, чтобы утвердить устав монастыря! Её радостно приветствовали, потому что матушка Варвара происходила из очень уважаемой львовской семьи. Но, когда узнали, что речь идёт о Московском Патриархате, уже не так искренне улыбались и говорили, что, к величайшему сожалению, ничем помочь не могут. Наконец устав зарегистрировали — без права иметь здания за пределами Львова, то есть, без права иметь землю, а, следовательно, обеспечивать себя продуктами: ни козочки, ни курочки, ни луковки, ни морковки».
Осенью 2006 года неравнодушные люди предложили монастырю временное помещение во Львове по ул. Дороша, 6/1. Там, в квартире на первом этаже, оборудовали домовую церковь, кельи на семь насельниц и трапезную-кухню. На праздник Покрова Пресвятой Богородицы состоялось всенощное бдение и первая Божественная Литургия, которую служил духовник монастыря протоиерей Зиновий Курило. В 2007 году эти помещения были описаны так: «Входим под ворота, слева-дверь без надписи, без иконы. Видимо бывшее помещение дворника или привратника. Открывает монахиня, приглашает подняться по лестнице. В комнате, слева, обустроен храм. Комната справа разделена на две части занавесками, эти две — ещё на семь частей — келий. Этим импровизированным коридором проходим к трапезной (она же кухня, она же просфорня). Еще есть очень скромные удобства. Вот и все „имение“. Вот и весь монастырь».
28 декабря 2014 года скончалась настоятельница монастыря города схиигумения Вероника (Щурат-Глухая). 2 апреля 2015 года управляющий епархией епископ Филарет (Кучеров) возвёл в сан игумении монахиню Гавриилу (Далецкую).
Насельницами обители особо чтится Митрополит Киевский Петр, который родом с Волыни. Также особенно почитают копию Петровской иконы Божией Матери.